# Berg (Taunus)
Berg település Németországban, Rajna-vidék-Pfalz tartományban. Lakosainak száma 250 fő (2023. december 31.).

## Népesség
A település népességének változása:
| Lakosok száma | 166  | 240  | 247  | 243  | 248  | 249  | 250  |
|               | 1975 | 2014 | 2017 | 2019 | 2021 | 2022 | 2023 |